# Екарма (протока)
48°54′49″ пн. ш. 154°03′09″ сх. д. / 48.913611111111° пн. ш. 154.0525° сх. д.
Екарма (рос. Экарма) — протока Курильських островів, що розділяє острів Екарму від острова Шиашкотану Великої Курильської гряди. Знаходиться в акваторії Сєверо-Курильського міського округу Сахалінської області Російської Федерації.
Глибини протоки коливаються від 20 до 70—100 м. Припливні течії досягають значної швидкості і часто супроводжуються сулоями.